# Steven Kerckhoff
Steven Paul Kerckhoff (né en 1952) est professeur de mathématiques à l'Université Stanford, qui travaille sur les variétés hyperboliques 3- et les Espace de Teichmüller.

## Biographie
Il obtient son doctorat en mathématiques de l'Université de Princeton en 1978, sous la direction de William Thurston. Parmi ses résultats les plus célèbres figure sa résolution du problème de réalisation de Nielsen, une conjecture de 1932 de Jakob Nielsen. Avec William J. Floyd, il écrit de grandes parties des notes de cours influentes de Princeton de Thurston, et il est bien connu pour son travail (dont certains sont conjoints avec Craig Hodgson) dans l'exploration et la clarification de la chirurgie hyperbolique de Dehn de Thurston.
Kerckhoff est l'un des quatre universitaires de l'Université Stanford, avec Gunnar Carlsson, Ralph Louis Cohen et R. James Milgram, qui jouent un rôle déterminant dans l'élaboration des normes controversées de contenu académique en mathématiques de Californie pour le State Board of Education.

## Publications
- Kerckhoff, « The Nielsen realization problem », Annals of Mathematics, 2nd series, vol. 117, no 2,‎ 1983, p. 235–265 (DOI 10.2307/2007076, JSTOR 2007076, MR 0690845, lire en ligne)
- Kerckhoff, Steven P.; Thurston, William P., Noncontinuity of the action of the modular group at Bers' boundary of Teichmüller space. Inventiones Mathematicae 100 (1990), no. 1, 25–47.
- Kerckhoff, Steven; Masur, Howard; Smillie, John, Ergodicity of billiard flows and quadratic differentials. Annals of Mathematics (2) 124 (1986), no. 2, 293–311.
- Cooper, Daryl; Hodgson, Craig D.; Kerckhoff, Steven P. Three-dimensional orbifolds and cone-manifolds. With a postface by Sadayoshi Kojima. MSJ Memoirs, 5. Mathematical Society of Japan, Tokyo, 2000. x+170 pp.  (ISBN 4-931469-05-1)
- Hodgson, Craig D.; Kerckhoff, Steven P., Rigidity of hyperbolic cone-manifolds and hyperbolic Dehn surgery. Journal of Differential Geometry 48 (1998), no. 1, 1–59.